# Хуан-Мария-Гутьеррес
Хуан-Мария-Гутьеррес (исп. Juan María Gutiérrez) — город в Аргентине в провинции Буэнос-Айрес. Часть агломерации Большой Буэнос-Айрес. 

## История
В 1883 году через эти земли прошла железная дорога. В 1884 году была открыта железнодорожная станция, получившая название в честь поэта и политика Хуана Марии Гутьерреса, вокруг которой начало расти поселение.
В 1960 году был образован муниципалитет Берасатеги, и поселение вошло в его состав.